# Dawud Achbari
Dawud Achbari (pers. ‏داود اخباری‎; ur. 18 września 1986) – irański zapaśnik w stylu klasycznym. Złoty medalista mistrzostw Azji w 2011. Pierwszy w Pucharze Świata w 2014 roku